# Leptothorax retractus
Leptothorax retractus är en myrart som beskrevs av André Francoeur 1986. Leptothorax retractus ingår i släktet smalmyror, och familjen myror. Inga underarter finns listade i Catalogue of Life.

## Bildgalleri

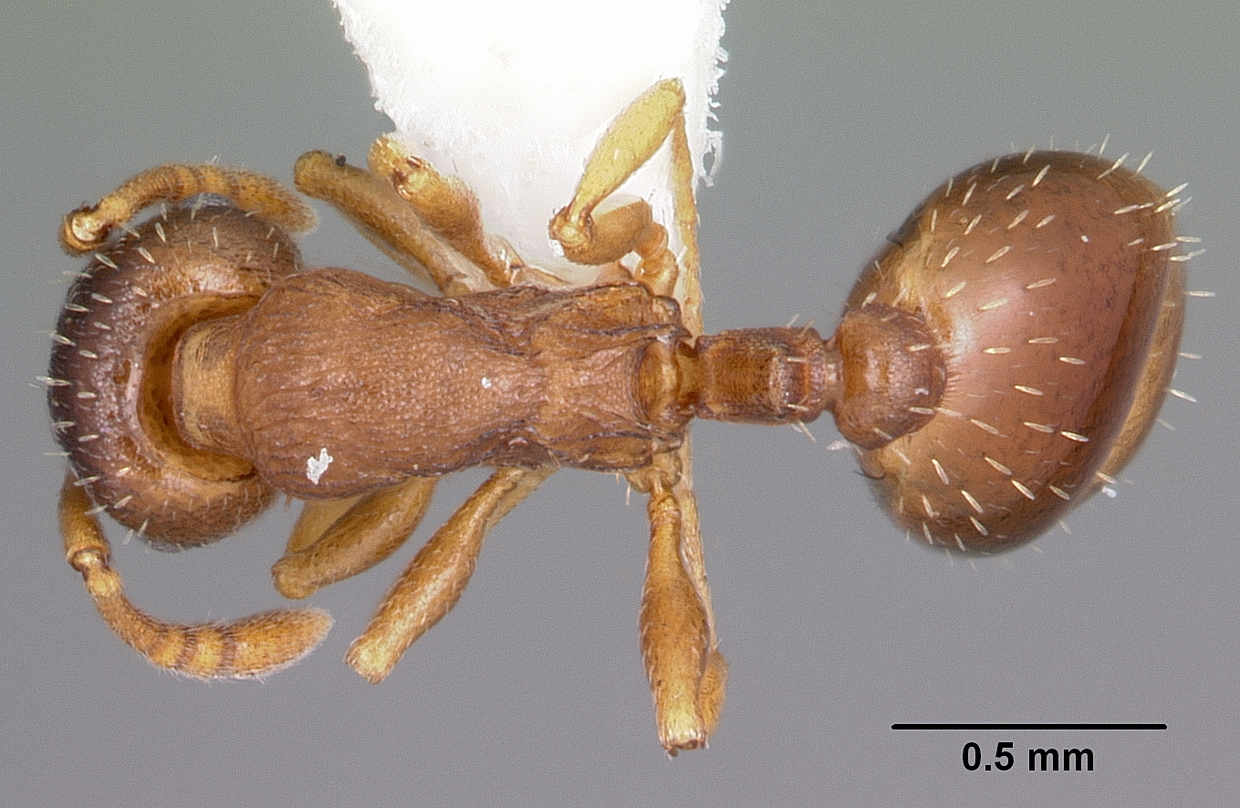
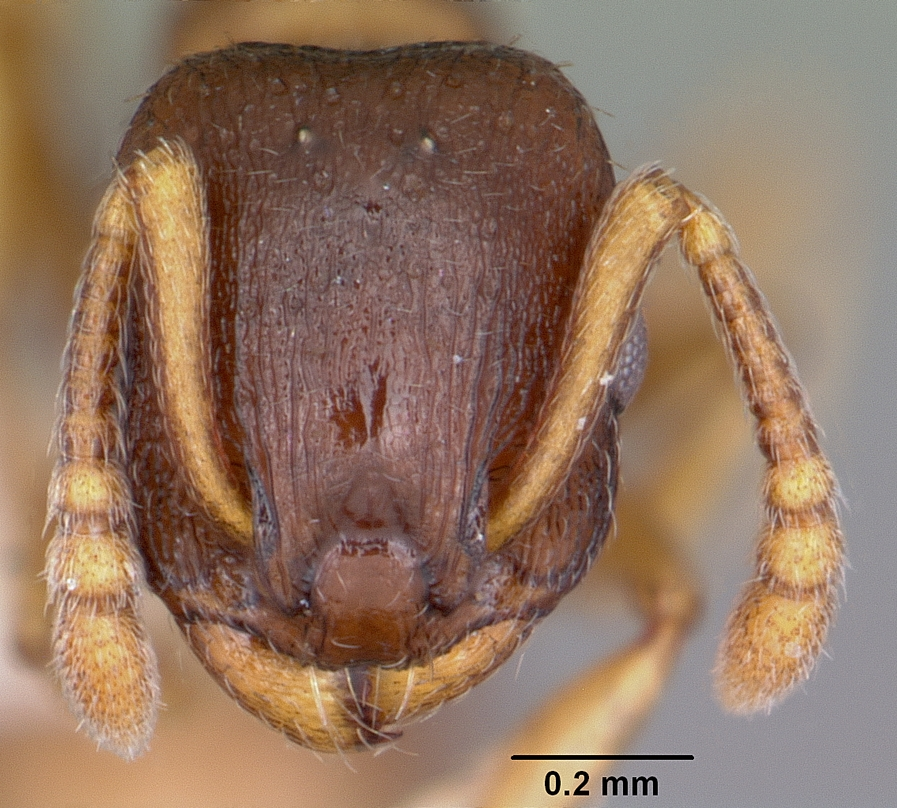
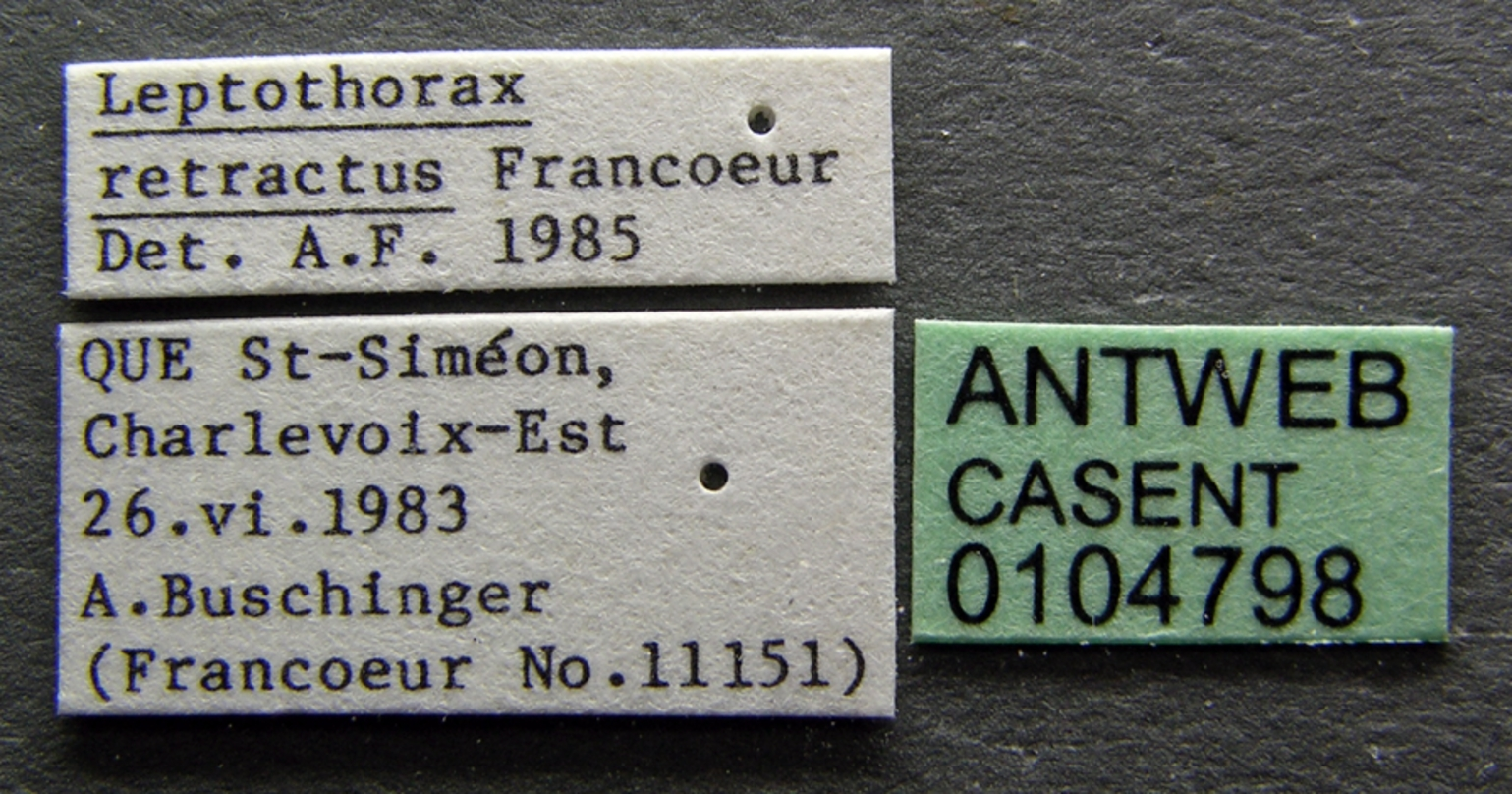
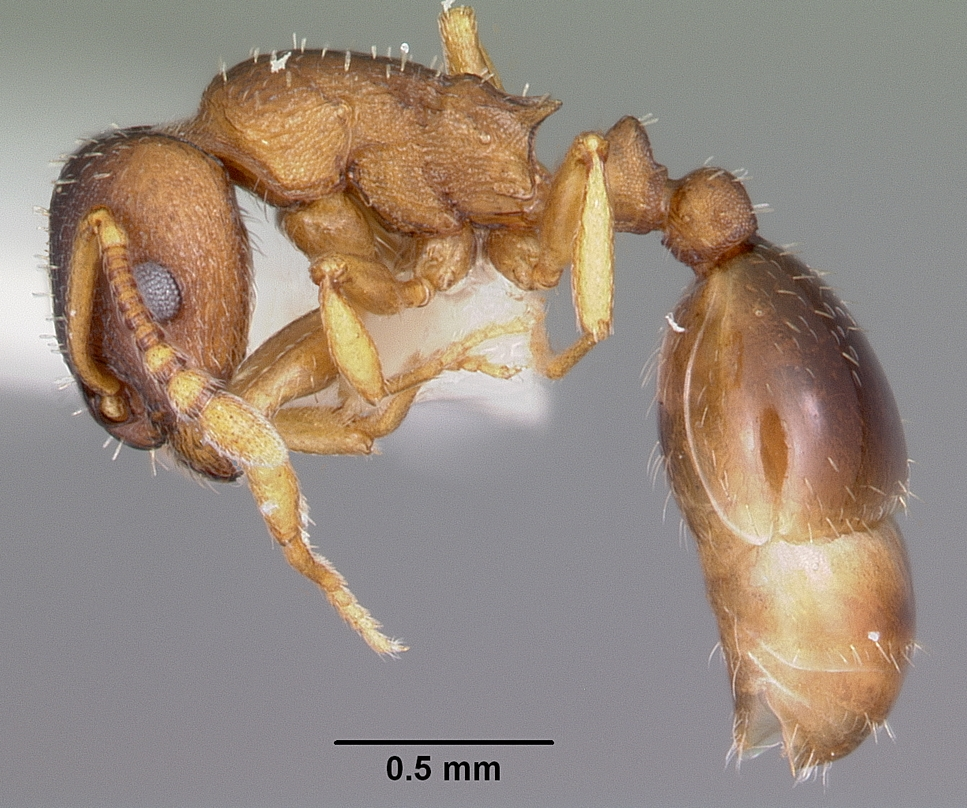
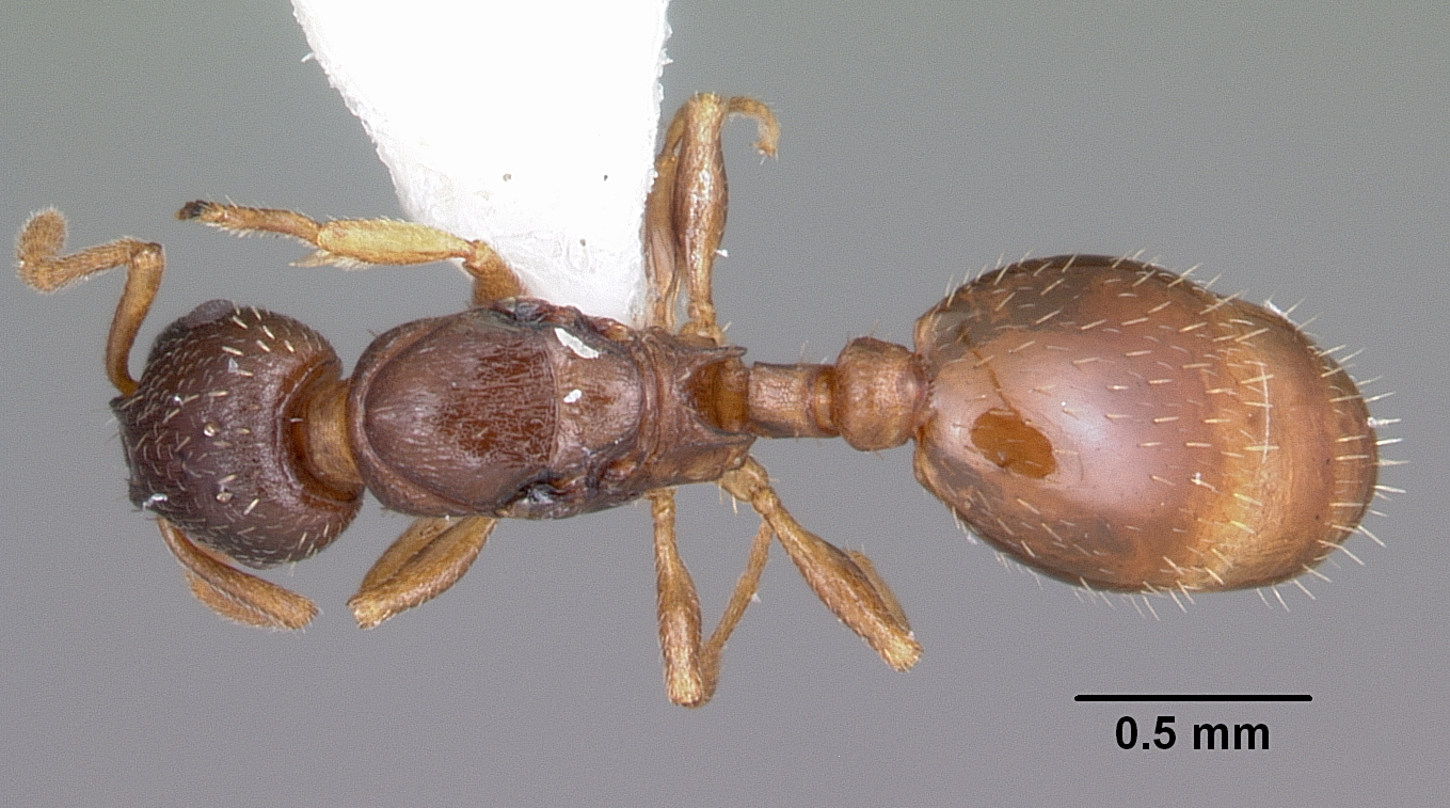
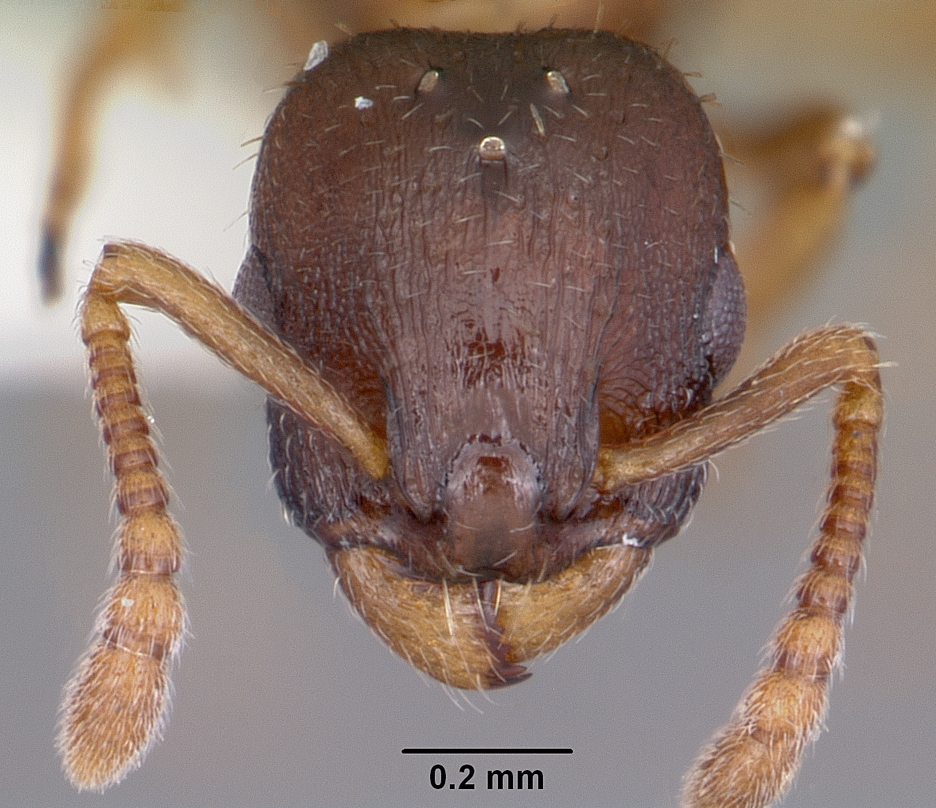